# Pierre II de Villars
Pierre II de Villars (Lyon, 3 maart 1543 – Saint-Genis, 18 juni 1613) was een Frans prelaat in de 16e eeuw. Hij was achtereenvolgens bisschop van Mirepoix (1576-1587) en graaf-aartsbisschop van Vienne (1588-1599). Hij voelde zich te ziek in zijn strijd tegen het calvinisme en trad af in 1599.

## Levensloop

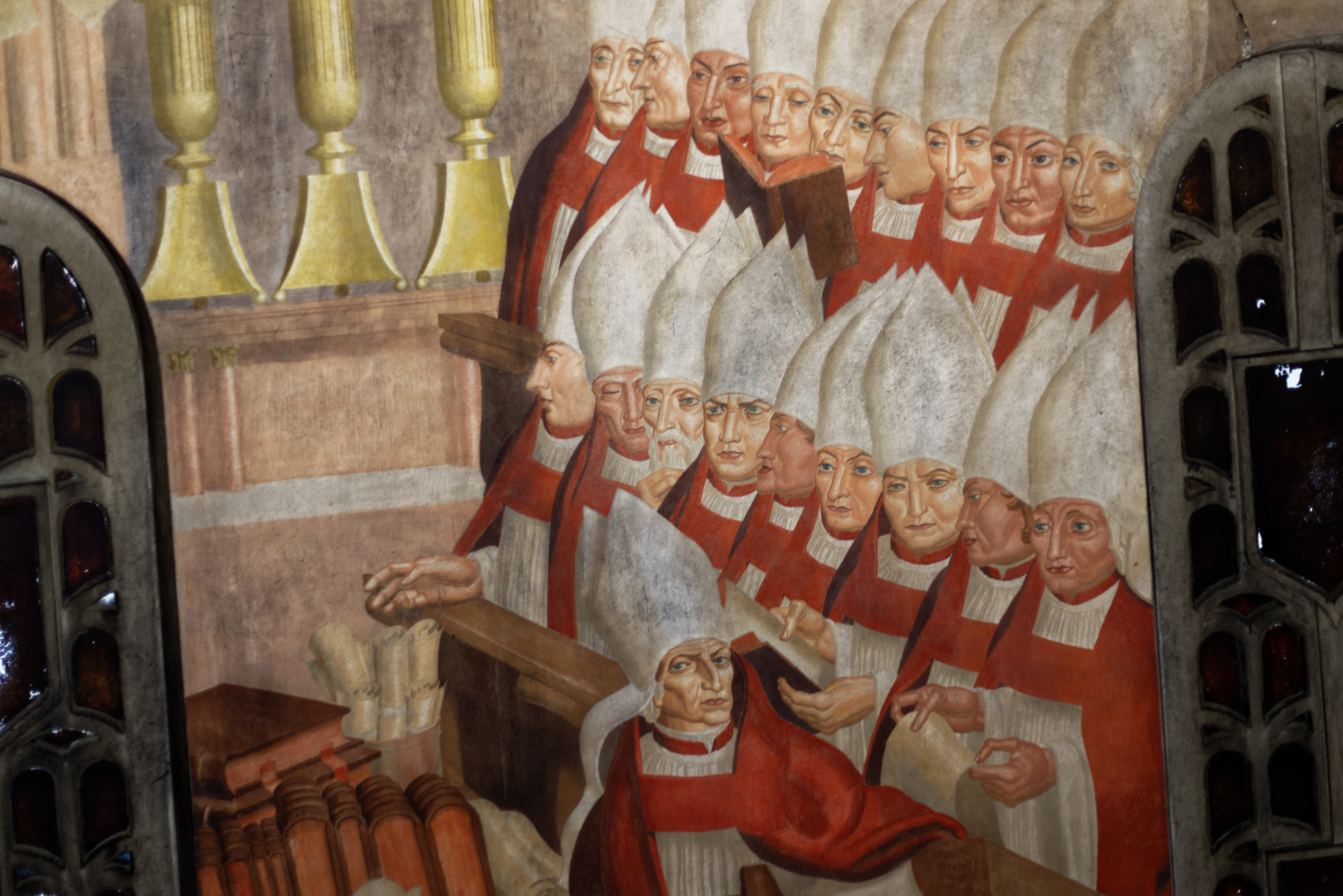
Concilie van Trente: het Roomse antwoord op het protestantisme.

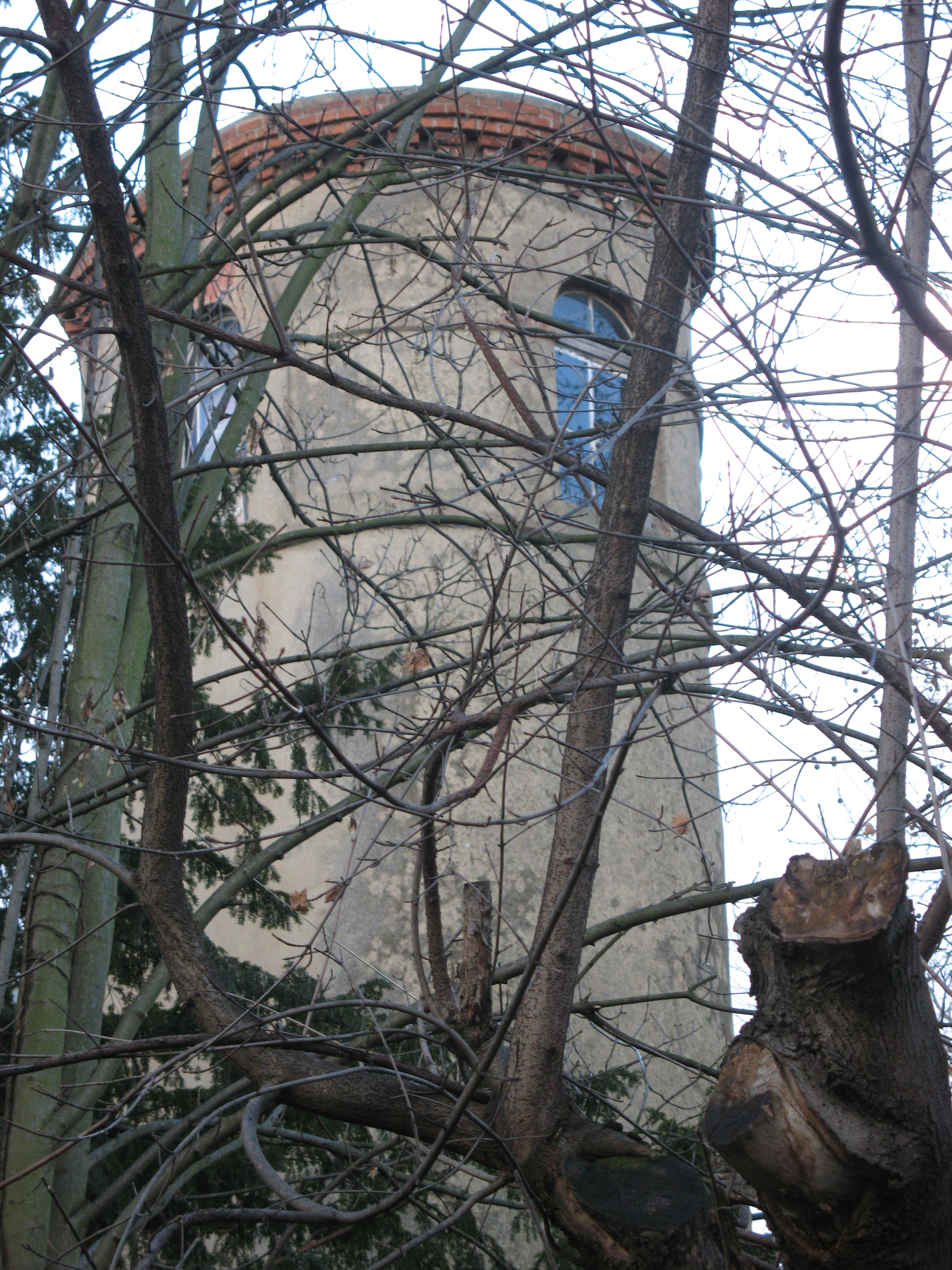
Familiaal kasteel van La Tour in Saint-Genis

De Villars was de oudste zoon van François de Villars, een politieluitenant bij het gerecht van Lyon, en van Françoise Gayan. Hij groeide op in Condrieu, nabij Lyon, tot de leeftijd van 9 jaar, waarna hij middelbare studies aanvatte in het college van Tournon. Hij studeerde vervolgens kerkelijk recht in Toulouse (1563-1566), waar hij afzwaaide als baccalaureus in het kerkelijk recht. In 1566 kreeg hij de lagere wijdingen, tijdens zijn studies filosofie en theologie bij Portugese Jezuïeten in Parijs (1566-1570). In 1570 werd hij tot priester gewijd in het aartsbisdom Lyon. Hij verbleef vaak op het kasteel van La Tour, nabij Lyon, waar zijn familie in de zomer resideerde. De naam van de plaats was toen Saint-Genis, vandaag Saint-Genis-Laval. Van 1571 tot 1573 keerde hij terug naar Parijs, waar hij tot doctor in de theologie promoveerde. Hiermee eindigden zijn jarenlang durende kerkelijke studies.
In 1575 volgde de Villars zijn oom Pierre I de Villars op, die aftrad als bisschop van Mirepoix. Pierre II de Villars werd tot bisschop gewijd in Parijs (1576) en reisde naar Mirepoix, in het graafschap Foix. Tijdens zijn bisschopsambt in Mirepoix (1576-1587) had hij een beperkte politieke rol als lid van de staten-generaal in Melun. Parijs was immers niet toegankelijk in deze periode omwille van de godsdienstoorlogen.
De Villars volgde verder de voetsporen van zijn oom, ditmaal na diens aftreden als graaf-aartsbisschop van Vienne in de Dauphiné (1587). Hij was aartsbisschop van Vienne van 1588 tot zijn eigen aftreden in het jaar 1599. In 1590 reisde hij naar Rome, waar de Contrareformatie volop uitgerold werd. De Villars woonde bij de Jezuïeten in Rome. Terug in Vienne publiceerde hij meerdere essays, waarin hij in de Franse taal de Latijnse teksten van het Concilie van Trente overbracht. Zo ageerde hij tegen clandestiene huwelijken en eiste hij van de clerus in zijn aartsbisdom dat zij verbleven in de dorpen en de steden die hen toegewezen waren. Dit waren de instructies zoals vastgesteld in het Concilie van Trente. Hij vroeg ook aan chirurgen en apothekers om bij stervenden priesters bij te halen om de sacramenten toe te dienen. In 1599 trad De Villars af wegens een zware ziekte; hij voelde zich niet meer in staat het aartsbisdom te leiden. Hij sprak de vrees uit dat calvinisten van zijn zwakheid zouden profiteren. Zo wijdde hij zijn broer Jérôme de Villars tot aartsbisschop en opvolger (1599).
Na zijn aftreden leefde de Villars ziek en teruggetrokken bij zijn broer Balthazar de Villars in Lyon. Hij liet zich niet meer zien in het openbaar leven. De laatste jaren van zijn leven bracht hij door op het kasteel La Tour in Saint-Genis, dat hij kende van zijn jonge priesterjaren. Hij stierf er in 1613.
- Bibliothèque nationale de France: cb13491572m (data)
- International Standard Name Identifier: 0000 0001 1658 765X
- Library of Congress Control Number: nr95029905
- Système universitaire de documentation: 18861625X
- Virtual International Authority File: 64159467
- WorldCat: E39PBJkxHG7bRRMb3pqpR9YkjC